# Cliffhanger
 For filmen, se Cliffhanger (film).
"Cliffhanger" er en spændende afslutning på et tv-serie afsnit eller et kapitel i en bog eller en fortsat roman i et ugeblad. Gerne hvor hovedpersonen efterlades hængende i det yderste af neglene (på en skrænt) - deraf navnet - måske efter en dramatisk afsløring. Konceptet bruges i spændingsserier i håb om, at seeren hænger på til næste afsnit/sæson.

## Cliffhangerens historie
Et tidligt eksempel på en cliffhanger findes i det episke græske digt Odysseen. I slutningen af bog 4 er skurken ved at iværksætte et bagholdsangreb for hovedpersonens søn, men før man finder ud af, hvad der sker, efter bagholdsangrebet går i gang, skifter fortællingen over til en beretning af hovedpersonens egne eventyr, man får derfor ikke at vide, hvad der sker med sønnen før langt senere i bogen.